# ماني 307261
(307261) 2002 أم أس4 هو جسم حزام كايبر كلاسيكي كبير وثاني أكبر جرم معروف في النظام الشمسي بدون اسم، بعد OR10 تم اكتشافه في عام 2002 من قبل تشاد تروخيو ومايكل براون.
يسرد موقع براون الجرم (307261) 2002 أم أس4 على أنه من المؤكد تقريبا أن يكون كوكب قزم.
يقدر مقراب سبيتزر الفضائي أن قطره يبلغ 726 ± 123 كم. ويقدر فريق هيرشل أن يكون قطرة 934 ± 47 كم، مما يجعله واحدا من أكبر 10 اجرم وراء نبتونية معروفة حاليا كبير بما فيه الكفاية ليعتبر كوكب قزم تحت إطار مشروع اقتراح الاتحاد الفلكي الدولي لعام 2006. 
يقع (307261) 2002 أم أس4 حاليا على بعد 47.2 وحدة فلكية من الشمس  وسوف يأتي إلى الحضيض في عام 2123.